# Aber, aber, meine Herren…
Aber, aber, meine Herren… (Originaltitel: Signore & signori) ist eine 1965 entstandene italienische Filmkomödie von Pietro Germi. Sie erhielt 1966 in Cannes den Grand Prix für den besten Wettbewerbsfilm zugesprochen (gemeinsam mit dem französischen Beitrag Ein Mann und eine Frau). Beim Preis der italienischen Filmkritiker Nastro d’Argento (Silbernes Band) bekam Olga Villi die Auszeichnung für die beste weibliche Nebenrolle, während Gastone Moschin als bester Nebendarsteller anerkannt wurde. Wie bei vielen anderen Filmen der Commedia all’italiana schrieb auch hier das Autorenduo Age & Scarpelli am Drehbuch mit. Waren Germis bekannte Komödien Scheidung auf italienisch und Verführung auf italienisch in Süditalien angesiedelt, so spielt sich diese in einer venetischen Stadt ab.

## Handlung
Mehrere Ehepaare brechen zu einem gemeinsamen Abend auf. Darunter ist der Arzt Giacinto, dessen blonde, junge Frau bodenlos dumm ist, und der sein Berufsgeheimnis sehr leicht nimmt. Sein Freund Casparini vertraut ihm an, impotent geworden zu sein, was unter den Anwesenden zum Gesprächsthema des Abends avanciert. Man ist teils ausgelassen, teils genervt, und versucht sich in außerehelichen Affären. Zwei Frauen giften sich über den ganzen Abend aufs Heftigste an.
Danach wechselt der Film zum Alltagsleben von Osvaldo und Gilda, die eine unglückliche, von Streit geprägte Ehe führen. Sie hält ihn für einen Versager, und er stopft sich Stöpsel in die Ohren, um ihr Dauergerede nicht hören zu müssen. Er verliebt sich in die Kassiererin Milena und bricht unter einem Vorwand zu einem Wochenende mit ihr auf. Zum gemeinsamen Beischlaf kommt es nicht, weil sie von Osvaldos zufällig aufkreuzenden Militärkameraden gestört werden. Ein anonymer Brief setzt Gilda in Kenntnis über die Affäre. Ihre Freundin Ippolita spricht mit ihr bei Osvaldos Arbeitgeber, einer katholischen Bank, vor, damit sein Vorgesetzter ein mahnendes Wort mit ihm rede. Dieser aber wertet die Solidarität unter Männern höher und gibt Osvaldo den Rat, sein Geld vom ehelichen Konto auf ein neues zu verschieben, auf das seine Frau keine Vollmacht hat. Osvaldo fährt zu Milenas Wohnung, um mit ihr die Nacht zu verbringen. Gilda und Ippolita schicken ihnen aber die Polizei ins Haus, die sie in flagranti überführt. Die Vermieterin kündigt Milena die Wohnung. Wegen der Repressalien und der Intoleranz der Gesellschaft hält es die junge Frau nicht mehr aus und verlässt Osvaldo. Dieser steigt auf ein Dach und, in der Aussicht auf ein fortgesetztes Leben mit Gilda, springt. Die Feuerwehr rettet ihn mit einem Sprungtuch.
Ein neuer Anlass hält die Aufregung in der Stadt aufrecht. Ein sehr attraktives Mädchen vom Land taucht in der Stadt auf und lässt sich für ein Paar Schuhe vom Besitzer des Schuhladens, Benedetti, vernaschen. Er und fünf weitere Männer reichen das willige Mädchen unter sich herum, bis ihr Vater das Treiben unterbindet. Da sie überraschenderweise nur 16 Jahre alt ist, kommt es zu Anklage und müssen die Männer eine Gefängnisstrafe befürchten. Nun schließen sich die Reihen der Bourgeoisie; vor allem der Klerus, die Ehefrauen und die Väter schalten sich ein. Sie üben Druck auf das Lokalblatt aus, damit eine Berichterstattung über den Fall unterbleibt. Um einen Skandal von ihrem mitangeklagten Mann abzuwenden, schlägt Ippolita vor, dass jeder von ihnen zwei Millionen Lire beiträgt. Die Summe von zwölf Millionen soll den Bauern zum Rückzug seiner Klage bewegen. Sie sucht ihn auf seinem Hof auf. Er gibt sich mit nur fünf Millionen zufrieden (den Rest führt sie ihren karitativen Aktivitäten zu), stürzt sich aber begierig auf Ippolita, die sich dem Bauern im Heu hingibt. Das Gericht spricht die Männer frei, während der Bauer und seine Tochter der Verleumdung bezichtigt werden. Das Leben der Männer und Frauen nimmt wieder seinen gewohnten Verlauf, mit Augenzwinkern und heimlichen Affären. Die familiäre und gesellschaftliche Ordnung ist gewahrt. Die kleine Kassiererin und das Bauernmädchen bleiben freilich als Opfer auf der Strecke.

## Rezeption
In Italien spielte die Produktion an den Kinokassen etwas über 600 Millionen Lire ein. Damit war sie unter den einheimischen Filmen der siebterfolgreichste.
Der film-dienst bemerkte 1966, hinter der Fassade von Ehre, Treue und Integrität steckten „Geilheit und Intrigantentum“. Germi sei hinter seine künstlerisch ernstzunehmenden früheren Werke leicht zurückgefallen, mit einem kleinen Schritt auf den Schwank zu, weg vom engagierten, empörten Lachen, hin zu Schadenfreude und hämischem Spott.
Lob und Tadel verteilte der Evangelische Filmbeobachter: „Brillant gemachter, geistreicher Episodenfilm, der seine Ziele, Unterhaltung und Gesellschaftskritik, leider auf zweideutigem Wege zu erreichen sucht. Deshalb muß ihm die Empfehlung versagt werden. Für Jugendliche untragbar.“